# Поцале-Казе Нуове (Фиренца)
Поцале-Казе Нуове је насеље у Италији у округу Фиренца, региону Тоскана.
Према процени из 2011. у насељу је живело 1665 становника. Насеље се налази на надморској висини од 35 м.